# Intime betroelser
Intime betroelser er en fransk film fra 2004, instrueret af Patrice Leconte.

## Handling
På grund af en simpel fejl ender Anna (Sandrine Bonnaire) ikke med at fortælle om sine ægteskabelige problemer til den psykiater, det var meningen hun skulle fortælle dem til, men til finansrådgiveren William (Fabrice Luchini). Han har til gengæld ikke modet til, at fortælle hende, at hun er gået forkert og ender derfor i den sære, men også fascinerende, situation, at komme til, at høre hendes mest intime betroelser.

## Medvirkende
- Sandrine Bonnaire – Anna
- Fabrice Luchini – William
- Michel Duchaussoy – Dr. Monnier
- Anne Brochet – Jeanne
- Gilbert Melki – Marc
- Laurent Gamelon – Luc
- Hélène Surgère – Mme Mulon
- Urbain Cancelier – Chatel
- Isabelle Petit-Jacques – Dr. Monnier's sekretær